# Neco眠る
neco眠る（ねこねむる）は、日本の大阪を拠点に活動する6人組インストゥルメンタルバンド。

## 概要
2002年結成。メンバーチェンジや新規加入を経て2016年に現在の編成となる。
「FUJI ROCK FESTIVAL」(’09、’17、’18)や「朝霧JAM」(’10、’22)をはじめ、「RUSH BALL」「BAYCAMP」「TAICOCLUB CAMPS」「森、道、市場」「FESTA de RAMA」「OUR FAVORITE THINGS」など国内のフェスに多数出演。
レーベルはリーダーの森／オシリペンペンズの石井モタコ／DODDODOとの共同レーベルである「こんがりおんがく」。「盆踊り系インストダブバンド」と称されることが多いが、本人たちは「青春ビザールディスコバンド」を標榜している。
結成最初期メンバーは現体制には残っておらず、リーダーの森も幼馴染の友達に誘われて加入した。バンド名の由来は森が「neco」と名付けたところ、当時のギターが「それやったらおもんない」と言い「眠る」を付け加えたことから。

## 来歴
- 2005年

結成時からのメンバーチェンジを経て森雄大、ito co.、岡本右左無、NEGURAのメンバーとなり、大阪の新世界BRIGEや主催イベント「SPLAY」を中心に活動、徐々にそのライブパフォーマンスが話題となる。
- 2008年

1stフルアルバム『ENGAWA BOYS PENTATONIC PUNK』をリリース。BIOMANが正式に加入し、月6～8本ペースでライブ活動を展開。
- 2009年

ミニアルバム『EVEN KICK SOY SAUCE』をリリース。初のボーカル曲として、二階堂和美を招きDODDODOの『猫がニャ～て犬がワンッ！』をカバー。初となる「FUJI ROCK FESTIVAL ’09」(苗場食堂)ほか、大小様々なフェスやイベントに出演。
『ENGAWA DE DANCEHALL』のアニメーションMVが公開。映像作家の坂本渉太が制作を手がけた。
- 2010年

初の映像作品『ボーイズ』をDVDでリリース。東名阪を巡る初のライブツアー「neco眠るはじめてのTOUR」を開催。ゲストとして名古屋公演にICHI(のうしんとう)とオオルタイチ(ウリチパン郡)、大阪公演にブラジルとアウトドアホームレス、東京公演に知久寿焼とオシリペンペンズが出演した。
過去最大規模のライブ活動を展開する中、12月29日の恵比寿LIQUIDROOMにて行われた「TOKYO No.1 SOUL SET presents 全て光」でのライブをもって岡本右左無の脱退および活動休止を発表。
- 2011年

活動休止の中、9月に名村造船所跡地(クリエイティブセンター大阪)で行われた「SKATERS NITE」にてドラムスに砂十島NANI(BOGULTA、Acid Mothers Temple etc…)、和田シンジ(DMBQ、巨人ゆえにデカい、etc…)、ギターに栗原ペダルを迎えた特別編成「眠眠眠 a.k.a neco眠る」名義で一度だけライブを行う。
東日本大震災の義援金募集サイト・DIY HEARTSにてライブアルバム『LIVE 2010.12.29』を配信リリース。岡本右左無脱退前最後のライブでの演奏を収録。
- 2012年

栗原ペダル、三木章弘が加入。ライブ活動を再開。マイペースにライブ活動を行う。
- 2013年

オオルタイチのリミックスワーク集『僕の楽しい仕事』に「UMMA」のリミックスが収録。
12月25日に活動再開後初となる12inchシングル『BOY/お茶』をカクバリズムよりリリース。ゲストプレイヤーにMC.sirafu(スチールパン)を迎えレコーディングが行われた。ジャケット・レーベルデザインはメンバーのBIOMANが、録音はメンバーの森が担当。
- 2014年

11月26日に6年ぶりの2ndフルアルバム『BOY』をリリース。2015年にかけて東名阪+αツアーを実施。ゲストとして名古屋公演にGELLERSとMILK、大阪公演はワンマンライブ、東京公演にcero、DJ shhhhhが出演した。アルバムのジャケットはBIOMANがアートディレクションをおこなっている。
同年、廃盤となっていた1stアルバム『ENGAWA BOYS PENTATONIC PUNK』と、ミニアルバム『EVEN KICK SOY SAUCE』がカクバリズムより再発。『ENGAWA BOYS PENTATONIC PUNK』はリマスタリングされると共に、ジャケットは鈴木裕之により再デザインされている。5月17日に大阪城野外音楽堂にて主宰レーベル「こんがりおんがく」による「こんがりおんがく祭」を初開催。出演は、スチャダラパー、二階堂和美、ハンバート ハンバート、YOUR SONG IS GOOD、オシリペンペンズ、DODDODO BAND、neco眠る、DJ荒川良々、DJ MIGHTY MARS。
- 2016年

おじまさいりが加入し、現在のメンバー編成となる。
- 2017年

「FUJI ROCK FESTIVAL ’17」(苗場食堂)に出演。9月6日に安部勇磨(never young beach)、スチャダラパー＋ロボ宙をそれぞれフィーチャーした2曲入り7inchシングル『SAYONARA SUMMER / ひねくれたいの』をリリース。
結成15周年東名阪ツアーを開催。ゲストとして名古屋公演にシャムキャッツとAnd Summer Club、大阪公演にスチャダラパーとnever young beach、DJ 川辺ヒロシ(TOKYO No.1 SOUL SET)、東京公演にcero、DJ 川辺ヒロシが出演した。また全公演のVJを鈴木裕之が担当。
11月22日に3rdフルアルバム『Typical』をリリース。ジャケットのアートワークには牛尾友美を起用した。
- 2018年

2017年に続き「FUJI ROCK FESTIVAL ’18」(RED MARQUEE)に出演。テンテンコのネコをテーマにしたカバーアルバム『ALL YOU NEED IS CAT～猫こそはすべて』に収録の『Animal's Pre-Human』にバンドとして参加。
- 2019年

TBSラジオ「ACTION」の番組内コーナーに新曲『東急田園都市線』を提供。
- 2022年

「neco眠る 20th Anniversary TOUR」を開催。ゲストとして東京公演にスチャダラパーとDISCO MAKAPU’U、大阪公演にスチャダラパーとDJ荒川良々、VJ鈴木裕之が出演した。11月16日に新曲『準無職』を配信リリース。
- 2023年

4月5日に4thフルアルバム『実家の鍵』をリリース。12inchアナログ版も10月7日にリリースされた。ジャケットは思い出野郎Aチームの増田薫がアートワークを提供。西松屋テレビCM「おでかけ篇」に片想いの片岡シンをボーカルに迎え楽曲提供。

## メンバー

### 現メンバー
森 雄大(もり ゆうた) / ギター
2002年加入。バンドのリーダーであり、『ENGAWA DE DANCEHALL』に代表されるような初期の楽曲の多くを作曲。ギタリストとしては過去にAUTORA、never young beach、ZOMBIE-CHANG、ENJOY MUSIC CLUB等のアーティストの音源やライブに参加。また、レコーディングエンジニアとして自身のレーベル「こんがりおんがく」のアーティストの諸作品を手がけている。
近年は、自身のタコスユニット「ECHO TACOS」、エスニックスタンド「MAKE ONE TWO」の料理長、2024年より「BOY」での間借り酒場「ECHO」を始動するなど料理人としても活動。
ito co. (いとう こーぽれーしょん) / ベース
2003年加入。結成メンバーが就職などで抜けるタイミングで森からの声掛けで加入。ライブでは奇抜な衣装を身に纏いステージ中央でエネルギッシュなパフォーマンスを行いながら演奏するスタイルで、ボーカルのいないneco眠るのフロントマン的存在である。
DON29(ドンツク)などのソロ名義のほか、大阪のメタルバンドVORZOI(ヴォルゾイ)でもベーシストとして活動。初期はSTEINBERGERを愛用していたが、現在は主にmusicman bongoを使用している。大のメタル好き。
BIOMAN (ばいおまん) / シンセサイザー
2008年加入。当初はいいキーボードを持っていたことからレコーディングに参加、その流れで仕事で出演できないメンバーの代わりのサポートとしてライブにも度々参加するようになり、その後正式に加入。元ドラマーであり、neco眠る特別編成のツインドラム体制のライブではドラムの一人として演奏も行った。
『BOY』以降の楽曲の多くを作曲している。BIOMAN名義のソロ活動やDJのほか、CASIOトルコ温泉のメンバー・MTG(千紗子)とのユニット「千紗子と純太」でも活動している。ミュージシャンのオオルタイチは兄。
栗原 ペダル (くりはら ぺだる) / ギター
2012年加入。愛称はパパ、パパくん。neco眠る以外にもNEW MANUKEやマイクロふとしなどでギターを担当するほか、DJとしても活動している。
元々neco眠るのメンバーと交流があった中、2011年の活動休止中に行われたneco眠る特別編成のライブにギターとしてサポートに入ったことがきっかけで正式に加入。
三木 章弘 (みき あきひろ) / ドラムス
2012年加入。前ドラムである岡本右左無の脱退・活動休止後、活動再開に向け行われた新ドラム募集に応募する形で加入。ドラムを始めたきっかけは中学生時代にゲームセンターで遊んだ「ドラムマニア」。
グラフィックデザイナーとしても活動しており、2021年に小沢健二がMV作成のために結成した11人のグラフィックデザイナーからなるOzawa Kenji Graphic Bandのメンバーでもある。
おじまさいり / キーボード
2016年加入。唯一の女性メンバーであり、ライブ演奏時の『猫がニャ～て犬がワンッ！』ではフィーチャリングした二階堂和美の代わりにボーカルを担当することもある。CASIOトルコ温泉のメンバーでもあり、Summer Eye(夏目知幸)バンドセットなどサポートメンバーとしての参加も多い。ソロ名義ではくまちゃんシールとして2023年にフルアルバムをリリースするなど、neco眠る以外でも精力的に活動している。

### 旧メンバー
岡本 右左無 (おかもと うさむ) / ドラムス
2002年加入、2010年脱退。「ヂナルヅム(旧ダダリズム)」や七枚のシンバルのみを演奏する「七円体」でも活動。
入江 崇 (いりえ たかし) / パーカッション
2005年加入、2006年脱退。現在は大阪で「DELI」という飲食・展示スペースを兼ねた雑貨店を営んでいる。
NEGURA (ねぐら) / キーボード・ピアニカ・ダブミックス
2005年加入、2013年脱退。身長が高いことからメンバー記載時の担当楽器欄には「TITAN」と記載されていた。

## ディスコグラフィー

### アルバム
| 発売日         | タイトル                    | レーベル         | 備考                                 |
| -------------- | --------------------------- | ---------------- | ------------------------------------ |
| 2007年4月11日  | ENGAWA BOYS PENTATONIC PUNK | de-Fragment      | 2014年11月26日にカクバリズムより再販 |
| 2011年7月9日   | LIVE 2010.12.29             | DIY HEARTS       | 配信限定                             |
| 2014年11月26日 | BOY                         | こんがりおんがく |                                      |
| 2014年         | Live Bootleg,2014           |                  | ライブ会場限定販売                   |
| 2017年11月22日 | Typical                     | こんがりおんがく |                                      |
| 2023年4月5日   | 実家の鍵                    | こんがりおんがく |                                      |
| 2023年10月07日 | 実家の鍵(12inch)            | こんがりおんがく |                                      |

### ミニアルバム
| 発売日       | タイトル            | レーベル    | 備考                                 |
| ------------ | ------------------- | ----------- | ------------------------------------ |
| 2009年7月8日 | EVEN KICK SOY SAUCE | de-Fragment | 2014年11月26日にカクバリズムより再販 |

### シングル
| 発売日         | タイトル                                | レーベル                      | 備考     |
| -------------- | --------------------------------------- | ----------------------------- | -------- |
| 2009年7月8日   | DASI CULTURE(12inch)                    | JET SET                       |          |
| 2010年3月24日  | 猫がニャ〜て、犬がワンッ!(7inch)        | カクバリズム                  |          |
| 2013年12月25日 | BOY/お茶(12inch)                        | こんがりおんがく/カクバリズム |          |
| 2017年8月30日  | SAYONARA SUMMER / ひねくれたいの(7inch) | こんがりおんがく              |          |
| 2022年11月16日 | 準無職                                  | こんがりおんがく              | 配信限定 |

### DVD
| 発売日       | タイトル | レーベル    | 備考 |
| ------------ | -------- | ----------- | ---- |
| 2010年6月2日 | ボーイズ | de-Fragment |      |

### 参加作品
| 発売日       | 収録曲             | アーティスト | タイトル                            |
| ------------ | ------------------ | ------------ | ----------------------------------- |
| 2010年6月2日 | Animal’s Pre-Human | テンテンコ   | ALL YOU NEED IS CAT〜猫こそはすべて |

### 楽曲提供
| 提供年 | タイトル       | 提供先              | 媒体                   |
| ------ | -------------- | ------------------- | ---------------------- |
| 2019年 | 東急田園都市線 | TBSラジオ「ACTION」 | ラジオ内コーナー       |
| 2023年 | -              | 西松屋              | テレビCM「おでかけ篇」 |

## 主な出演イベント
- 2006年

「SPLAY12」でのYOONKEEとの共演、ファッションブランド「NOZOMI ISHIGURO」のイベントや「10th Festival Beyond Innocence 2006」、フェスティバルゲートで行われた盆踊り大会「BIG盆」等に出演。
- 2007年

「PARA presents systrum」「ボロフェスタ」「CHAMPION BASS」「ごちゃ祭」「どうにかなる日々」「11th Festival Beyond Innocence 2007〜FINAL〜」、トクマルシューゴのリリースツアー、老人ホームでのライブ等に出演。
- 2009年

「EYE(BOREDOMS) presents WELCOME」「WHY? JAPAN TOUR」「イルリメ MADE IN TOUR」「neco眠る VS 在日ファンク」「RUSH BALL」「ボロフェスタ」「ROVO presents MDT Festival in OSAKA 」「ASIAN KUNG-FU GENERATION Tour 2009〜酔杯リターンズ〜」「YOUR SONG IS GOODの超2日間」等、大小様々なフェスやイベントに出演。
- 2010年

「ソウルフラワーユニオン企画、闇鍋音楽祭2010」「渚音楽祭」「スチャダラパー20th. Anniversary大阪公演」「FESTA de RAMA」「Less Than TV presents METEO NIGHT 2010」「DICK EL DEMASIADO来日公演」「TAICO CLUB CAMPS」「TOKYO No.1 SOUL SET 20th. Anniversary大阪公演」「朝霧JAM」「下北沢インディーファンクラブ」「みやこ音楽祭」(w/くるり、サニーデイ・サービス、他)等に出演。
- 2012年

代官山UNITで行われたBACK DROP BOMBの企画「DETHTAX SOUNDS」や岡山「STARS ON」、なんばHatchでのカクバリズム10周年イベント、TOKYO No.1 SOUL SETの企画 at 恵比寿LIQUIDROOM等に出演。
- 2015年

「OSAKA SKANKIN' NIGHT SPECIAL」「Tonofon Festival 2015」「bonobos presents うつくしいひとたち vol.3 東京公演」「ONE Music Camp 2015」「下北沢インディーファンクラブ 2015」「ボロフェスタ 2015」等に出演。
- 2016年

「never young beach “YASHINOKI HOUSE 12inch vinyl” Release Party!!!」「森、道、市場」「GFB'16-つくばロックフェス-」「秘境祭」「sea of green'16」等に出演。
- 2018年

O-NESTにてあらかじめ決められた恋人たちへとツーマンライブ。沖縄にてneco眠る15周年ツアー番外編(w/VIDEOTAPEMUSIC、CASIOトルコ温泉)、「ZOMBIE-CHANG"PETIT PETIT PETIT"RELEASE TOUR」等に出演。